# Regioni della Papua Nuova Guinea
     Regione delle Terre Alte
     Regione delle Isole
     Regione di Momase
     Regione di Papua

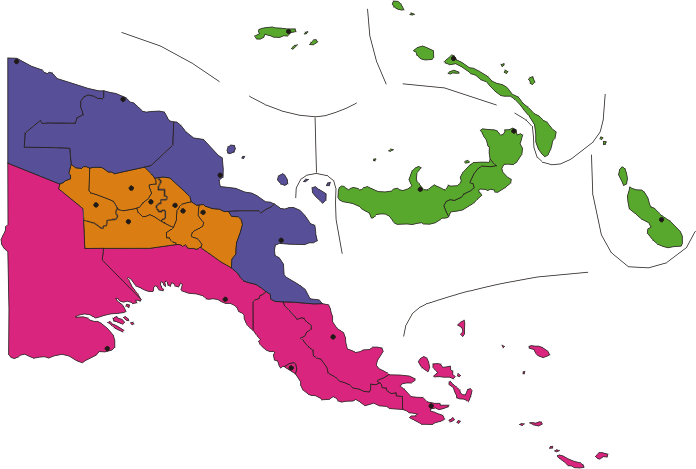
Regione delle Terre Alte
Regione delle Isole
Regione di Momase
Regione di Papua

Le regioni della Papua Nuova Guinea costituiscono la suddivisione territoriale di primo livello della Papua Nuova Guinea e ammontano a quattro; si tratta di suddivisioni di rilevanza esclusivamente storico e geografica, senza dunque rivestire carattere amministrativo. Ciascuna regione comprende a sua volta più province.
La suddivisione regionale si riflette nell'organizzazione delle forze di polizia, nelle organizzazioni sportive e aziendali, oltre che dell'appartenenza e della rappresentanza politica: si è molto discusso negli anni di quanti dovessero essere i Primi Ministri provenienti da ogni regione e di come alternare figure di provenienza diversa. Gli abitanti si identificano spesso fortemente con la propria regione ed esistono rivalità tra le aree all'interno di ogni regione.

## Lista
| Mappa | Regione    | Province                                                                                          |
| ----- | ---------- | ------------------------------------------------------------------------------------------------- |
|       | Terre Alte | - Altopiani Orientali - Enga - Chimbu - Altopiani del Sud - Altopiani Occidentali - Hela - Jiwaka |
|       | Isole      | - Bougainville - Manus - Nuova Britannia Occidentale - Nuova Britannia Orientale - Nuova Irlanda  |
|       | Momase     | - Sepik Orientale - Madang - Morobe - Sandaun                                                     |
|       | Papua      | - Centrale - Golfo - Baia di Milne - Oro - Distretto della Capitale Nazionale - Occidentale       |